# 南霞乡
南霞乡，是中华人民共和国福建省三明市沙县区下辖的一个乡镇级行政单位。

## 行政区划
南霞乡下辖以下地区：
龙泉村、泮岭村、下洋村、蒋坡村、东周村、龙松村、南坑仔村、松树坑村、霞村、茶坪村和溪源村。